# Thomas Smollich
Thomas Smollich (* 14. März 1963 in Springe) ist ein deutscher Jurist, Richter und politischer Beamter. Seit dem 8. November 2022 ist er Staatssekretär im Niedersächsischen Justizministerium. Zuvor war er Präsident des Niedersächsischen Staatsgerichtshofes sowie des Niedersächsischen Oberverwaltungsgerichts.

## Leben
Smollich absolvierte das Abitur am Otto-Hahn-Gymnasium in Springe. Anschließend besuchte er von 1982 bis 1985 die Niedersächsische Fachhochschule für Verwaltung und Rechtspflege in Hildesheim, die er als Diplom-Verwaltungswirt abschloss. Danach nahm er an der Universität Hannover das Studium der Rechtswissenschaft auf. Das erste Staatsexamen bestand er 1989. Darauf folgten das Referendariat im Oberlandesgerichtsbezirk Celle sowie das zweite juristische Staatsexamen 1992. Im selben Jahr wurde er an der Universität Hannover mit der Dissertation Der Konflikt Sportanlagen und Umweltschutz: Lösungswege nach dem Bauplanungs- und Immissionsschutzrecht zum Dr. iur. promoviert.
Smollich trat 1993 in die niedersächsische Verwaltungsgerichtsbarkeit ein. Er wurde 1996 Richter am Verwaltungsgericht Hannover. Kurz darauf, 1997, wechselte er in das Niedersächsische Justizministerium. Dort wurde er 2000 Ministerialrat und 2002 Leitender Ministerialrat. Im Justizministerium war er sieben Jahre lang Leiter des Haushaltsreferats und stellvertretender Leiter der Zentralabteilung. 2007 wechselte er zurück in die Verwaltungsgerichtsbarkeit und wurde Präsident des Verwaltungsgerichts Göttingen.
Smollich wurde am 4. Juli 2016 zum Vizepräsidenten und am 24. März 2017 zum Präsidenten des Niedersächsischen Oberverwaltungsgerichts ernannt. Seit dem 13. Dezember 2018 ist er außerdem Mitglied des Staatsgerichtshofs. Am 23. Januar 2019 wurde er auf Vorschlag von SPD und CDU vom Niedersächsischen Landtag einstimmig zum Präsidenten des Staatsgerichtshofs gewählt. Seine Amtszeit begann am 23. Februar 2019.
Am 8. November 2022 wurde Smollich zum Staatssekretär im Niedersächsischen Justizministerium ernannt. 

## Werke (Auswahl)
- Der Konflikt Sportanlagen und Umweltschutz: Lösungswege nach dem Bauplanungs- und Immissionsschutzrecht, Nomos, Baden-Baden 1993, ISBN 978-3-7890-2840-3.